# Pavel Lyzhyn
Pavel Lyzhyn (en biélorusse Павел Лыжын, né le 24 mars 1981 à Vyssokaïe) est un athlète biélorusse, spécialiste du lancer du poids.

## Biographie
En finale des Jeux olympiques de 2008 à Pékin, il réalise 20,98 m, performance qu'il égale au centimètre près en finale des Championnats du monde à Berlin l'année suivante.

## Palmarès
| Date | Compétition                       | Lieu              | Résultat | Épreuve | Marque  |
| ---- | --------------------------------- | ----------------- | -------- | ------- | ------- |
| 1999 | Championnats d'Europe juniors     | Riga              | 4e       | Poids   | 17,51 m |
| 1999 | Championnats d'Europe juniors     | Riga              | 2e       | Disque  | 52,15 m |
| 2000 | Championnats du monde juniors     | Santiago du Chili | 4e       | Poids   | 19,00 m |
| 2000 | Championnats du monde juniors     | Santiago du Chili | 7e       | Disque  | 56,24 m |
| 2002 | Championnats d'Europe en salle    | Vienne            | 6e       | Poids   | 19,79 m |
| 2003 | Championnats d'Europe espoirs     | Bydgoszcz         | 1er      | Poids   | 20,43 m |
| 2003 | Universiade                       | Daegu             | 2e       | Poids   | 20,72 m |
| 2007 | Championnats d'Europe en salle    | Birmingham        | 2e       | Poids   | 20,82 m |
| 2008 | Jeux olympiques                   | Pékin             | —        | Poids   | DQ      |
| 2009 | Championnats du monde             | Berlin            | —        | Poids   | DQ      |
| 2010 | Championnats du monde en salle    | Doha              | —        | Poids   | DQ      |
| 2010 | Championnats d'Europe             | Barcelone         | —        | Poids   | DQ      |
| 2012 | Jeux olympiques                   | Londres           | 8e       | Poids   | 20,69 m |
| 2015 | Championnats d'Europe par équipes | Tcheboksary       | 3e       | Poids   | 20,15 m |

## Records
| Épreuve         | Épreuve      | Performance | Lieu       | Date            |
| --------------- | ------------ | ----------- | ---------- | --------------- |
| Lancer du poids | En plein air | 20,92 m     | Minsk      | 31 juillet 2004 |
| Lancer du poids | En salle     | 20,92 m     | Birmingham | 2 mars 2007     |